# Sergej Avakjanc
Sergej Josifovič Avakjanc (rusko Сергей Иосифович Авакянц, armensko Սերգեյ Իոսիֆի Ավագյանց), ruski mornariški častnik armenskega rodu * 6. april 1957, Erevan, Armenija (takrat del Sovjetske zveze).
Je admiral Ruske vojne mornarice in bivši dolgoletni vrhovni poveljnik Tihooceanske flote. Bil je vrhovni poveljnik Tihooceanske flote z najdaljšim stažem in poveljnik z najdaljšim stažem med vsemi poveljniki flot.

## Življenjepis
Avakjanc je bil rojen 6. aprila 1957 v Erevanu. Leta 1980 je diplomiral na Mornariški šoli Nahimova, med letoma 1989 in 1991 pa je obiskoval tečaje za Višje posebne častnike vojne mornarice. Sedem let pozneje je diplomiral na Mornariški akademiji N. G. Kuznecova. Služil je na Severni floti, kjer je poveljeval raketnemu in artilerijskemu odseku na križarki Admiral Jumašev. Pozneje je služil na križarki Maršal Ustinov razreda Atlant, ki ji je tudi poveljeval med letoma 1991 in 1996. Leta 1996 je postal namestnik poveljnika divizije raketnih ladij na Severni floti, leta 2001 pa njen poveljnik. Med letoma 2004 in 2007 je bil poveljnik štaba operativne eskadre Severne flote, med letoma 2005 in 2007 je obiskoval tečaje pri Vojaški akademiji generalštaba Oboroženih sil Ruske federacije. Leta 2007 postane poveljnik štaba mornariškega oporišča Novorusisk na Črnomorski floti, pozneje istega leta pa postane sočasno namestnik poveljnika Primorske flotilje in Tihooceanske flote. Leta 2010 postane začasni poveljnik Tihooceanske flote, leta 2012 pa je uradno potrjen na ta položaj.
Admiral je od 13. decembra 2014. Leta 2018 se je omenjal med najverjetnejšimi kandidati za vrhovnega poveljnika Ruske vojne mornarice, kar je postal Nikolaj Jevmenov.